# Raimondas Vilėniškis
Raimondas Vilėniškis (ur. 10 czerwca 1976 w Poniewieżu) – litewski piłkarz występujący na pozycji pomocnika.

## Sukcesy
- Puchar krajowy (Litwa) 1995/1996 – FK Kareda
- Puchar krajowy (Litwa) 1997/1998 – Ekranas Poniewież
- Puchar krajowy (Litwa) 1999/2000 – Ekranas Poniewież